# Apriona yayeyamai
Apriona yayeyamai är en skalbaggsart som beskrevs av Stefan von Breuning 1976. Apriona yayeyamai ingår i släktet Apriona och familjen långhorningar. Inga underarter finns listade i Catalogue of Life.